# Конттинен, Маркус
Ма́ркус Ко́нттинен (фин. Markus Konttinen; 10 июля 1957, Лахти, Финляндия) — современный финский художник, декан Академии изящных искусств; награждён высшей наградой Финляндии для деятелей искусств — медалью «Pro Finlandia» (2013).

## Биография
Родился 10 июля 1957 года в Лахти, в Финляндии.
С 1981 по 1982 годы учился в свободной художественной школе, а с 1982 по 1986 годы — в Академии изящных искусств в Хельсинки.
В 1983 году впервые дебютировал как художник, а в 1991 году удостоен звания Молодой художник года.
Работы художника украшают стены Посольства Финляндии в Москве.
В декабре 2013 года награждён высшей наградой Финляндии для деятелей искусств — медалью «Pro Finlandia».